# Thank You (canção de Led Zeppelin)
"Thank You" é uma canção da banda britânica de rock Led Zeppelin. Lançada em seu segundo álbum de estúdio Led Zeppelin II, em 22 de novembro de 1969. Foi escrita por Jimmy Page e Robert Plant, tendo sido gravado no Morgan Studios, Londres, durante a segunda turnê banda nos Estados Unidos. 

## Desempenho nas paradas
| Chart (1995)                   | Melhor posição |
| ------------------------------ | -------------- |
| US Billboard Album Rock Tracks | 8              |

## Legado
Em novembro de 2010, "Thank You" encabeçou a lista das "10 Maiores Canções que lhe Agradecem", da Gibson. O produtor musical Rick Rubin comentou sobre a estrutura da canção: "A delicadeza dos vocais é incrível; o violão e o trabalho do órgão em conjunto criam uma presença sobrenatural". O filme de comédia dramática With Honors, de Alek Keshishian, destaca uma versão cover da música pelo Duran Duran, em 1994. "Thank You" também foi realizada por Lars Mitch Fischermann com um Jam do Led Zeppelin em Rock 'n' Royal, um concerto para a festa de casamento de Frederico André e Maria Isabel da família real dinamarquesa. "Thank You" também tem sido cantada por Chris Cornell em seu recente álbum Songbook e ele já a executou várias vezes durante sua turnê.

## Créditos
- Robert Plant - vocais
- Jimmy Page - guitarra, backing vocals
- John Paul Jones - baixo, órgão
- John Bonham - baterista